# Đại đồn Chí Hòa

Đại đồn Chí Hòa trên bản đồ Sài Gòn – Gia Định năm 1861

Đại đồn Chí Hòa (gọi tắt là Đại đồn) nằm ở làng Chí Hòa thuộc Gia Định xưa. Vào thời kỳ đó, đây là một hệ thống đồn lớn nhất Việt Nam, do tướng Nguyễn Tri Phương chủ trương xây dựng nhằm phòng thủ phía Tây Bắc thành phố Sài Gòn - Chợ Lớn trước các cuộc tấn công của liên quân Pháp - Tây Ban Nha trên đất Việt vào năm 1860-1861. Nhưng cuối cùng, mục đích đó không thực hiện được.

## Nguyên nhân
Ngày 12 tháng 2 năm 1859, thực dân Pháp chiếm thành Gia Định. Năm 1860, vua Tự Đức sung chức Gia Định Quân thứ cho tướng Nguyễn Tri Phương, để cùng Tham tán đại thần Phạm Thế Hiển trông coi việc quân sự ở miền Nam.
Để đương đầu với thực dân Pháp ở Gia Định, ngay khi mới vào thay tướng Tôn Thất Hiệp, Nguyễn Tri Phương đã cho tập trung sức quân, sức dân vào việc biến đồn Chí Hòa do tướng Hiệp xây từ trước, thành một đại đồn rộng lớn, để ngăn chặn và đánh bại các cuộc tấn công của liên quân.

## Mô tả
Đại đồn nằm trong địa phận làng Chí Hòa và Phú Thọ, dọc theo rạch Nhiêu Lộc, lấy con đường đi Tây Ninh (đường Cách mạng Tháng Tám ngày nay) làm trung tâm để xây dựng chiến lũy, theo nhà văn Sơn Nam, vì ba lý do chính sau:
- Có thể khống chế và cắt Sài Gòn - Chợ Lớn ra làm hai khu vực, không cho thực dân nhận nguồn tiếp tế từ đồng bằng sông Cửu Long.
- Quân Việt từ đồn điền Gò Công, Mỹ Tho dễ tới lui xây thành, vận chuyển lương thực và tác chiến.
- Phía Bắc của Phú Thọ - Chí Hòa, giáp kề Mười Tám Thôn Vườn Trầu, nơi đây địa thế hiểm và đông đúc người giàu nghĩa khí. Cho nên, làng Thuận Kiều của khu vực này đã được bố trí làm hậu cứ của Đại đồn.[1]

Đại đồn được Nguyễn Tri Phương cho xây dựng từ tháng 8 năm 1860 đến tháng 2 năm 1861 mới hoàn thành. Do công trình này ở tại làng Chí Hòa nên được gọi là Đại đồn chí Hòa.
Đại đồn dài 3.000m, rộng 1.000m, được chia làm năm khu bằng nhau, ngăn cách bằng một bờ rào gỗ có cửa. Tường đồn được xây bằng đất sét và đá ong, cao 3,5m, dày 2m, có rất nhiều lỗ châu mai. Mặt trên và mặt ngoài tường đồn, có trồng nhiều cây gai gốc dày đặc. Bên ngoài đồn có nhiều lớp rào tre, nhiều mô đất, nhiều ao nước và vô số hố chông. Trên mặt tường đồn, bố trí 150 đại bác các cỡ bắn bằng đạn gang. Bên phải của đại đồn về phía chùa Cây Mai và bên trái rạch Thị Nghè có đắp mỗi bên một chiến lũy dài, lấy đồn Hữu và đồn Tả làm điểm tựa. Đằng sau Đại đồn là nhiều đồn nhỏ yểm trợ: đồn Thanh Lương, đồn Thuận Kiều, đồn Rạch Tra...Ngoài ra, phía sau đại đồn còn có kho chứa quân lương, quân khí. Khi ấy, ở đại đồn có khoảng 20.000 quân thường trực, 10.000 quân dân dũng. Vì vậy đối với thực dân Pháp, đại đồn Chí Hòa là một vật cản lớn cần phải đánh dẹp, để họ có thể tiến chiếm các nơi khác...
Trung úy Hải quân Pháp Léopold Pallu, sĩ quan tùy viên Tổng hành dinh của tướng Charner & là người trực tiếp tham dự trận, sau này đã mô tả Đại đồn trong sách của mình như sau:
Thành Kỳ Hòa thật rộng lớn xây đắp theo hình vuông. Mặt hậu tuyến của thành có xây ụ phòng thủ nhô ra ở hai góc. Mặt hậu tuyến là một thành hẳn hoi, xây kín, gọi là thành Giữa, dùng làm cổng sau cho cả doanh trại Kỳ Hòa. 
Thành Giữa nằm trên đường ranh hậu tuyến. Hai ụ phòng thủ hai bên và thành Giữa bảo vệ lẫn nhau. Tầm súng của địch (quân Việt) trong thành có thể quét quân tấn công khi đến gần vùng ven biên, nơi mà quân ta (quân Pháp) phải xông vào. Hơn nữa, như ta thấy, vùng ven biên được bảo vệ bằng hầm chông, hào và bàn chông trong khoảng rộng một trăm thước kể từ chân tường thành.
Nhìn từ xa, ta thấy các ụ phòng thủ và thành Giữa đều thẳng băng, không có góc nào nhô ra hay thụt vào. Nhưng bên trong lại có một lớp tường thẳng góc với lớp tường bên ngoài và ngăn thành Giữa ra làm hai khu; tường ngăn có bệ đứng và có lỗ châu mai để bắn; lại có hào và một khoảng đất cắm cọc nhọn chéo nhau để bảo vệ thêm. Tường thành bên trong có hai ụ bắn nhô ra để làm ổ phòng ngự: trong các phúc trình của ta, vòng thành này ta đặt tên là đường tuyến thứ hai để dễ gọi. Ngay ở góc nơi hai bờ tường nối với nhau, có một cửa lớn đầy cạm bẫy, cửa giúp hai khu thông thương với nhau khi bình thường. Khu bên trái gọi là thành Quan, danh xưng ta đặt ra vì tại đây có một đồn cố thủ với thật nhiều chiến cụ, đến mười lần nhiều hơn nơi khác. Khu bên phải bố trí để chống trả tấn công nếu có từ khu bên trái sang, tức là có tường chắn và ụ nhọn lồi ra để phòng thủ, ngoài ra còn có một đồn cố thủ nằm trong góc.

Dấu tích của đại đồn vẫn còn hiện hữu trên bản đồ Sài Gòn, Gia Định và Chợ Lớn năm 1895

Vị trí của Đại đồn Chí Hòa hiện nay tương ứng với khu vực nằm dọc theo trục đường Cách Mạng Tháng Tám – Trường Chinh từ ngã ba Ông Tạ (đường Phạm Văn Hai) lên đến đường Trương Công Định, thuộc địa bàn các phường 4, 5, 6, 7, 8, 11, 12, 13, 14 của quận Tân Bình.

## Bị san bằng
Bài chính: Trận Đại đồn Chí Hòa
Ngày 23 tháng 2 năm 1861, quân Pháp do Đề đốc Charner chỉ huy với khoảng 10.000 quân và chiến thuyền các loại, bắt đầu công phá Đại đồn Chí Hòa. Đáp lại, tướng Nguyễn Tri Phương với khoảng 12.000 quân thường trực và quân dân dũng, cũng đã kháng cự mãnh liệt, nhất là trong hai ngày 24 và 25 tháng 2. Tuy nhiên, trước những vũ khí hùng hậu và hiện đại, lực lượng giữ Đại đồn cũng đã phải rút lui, để cho quân Pháp chiếm đoạt và rồi cho san bằng.

## Nhận xét

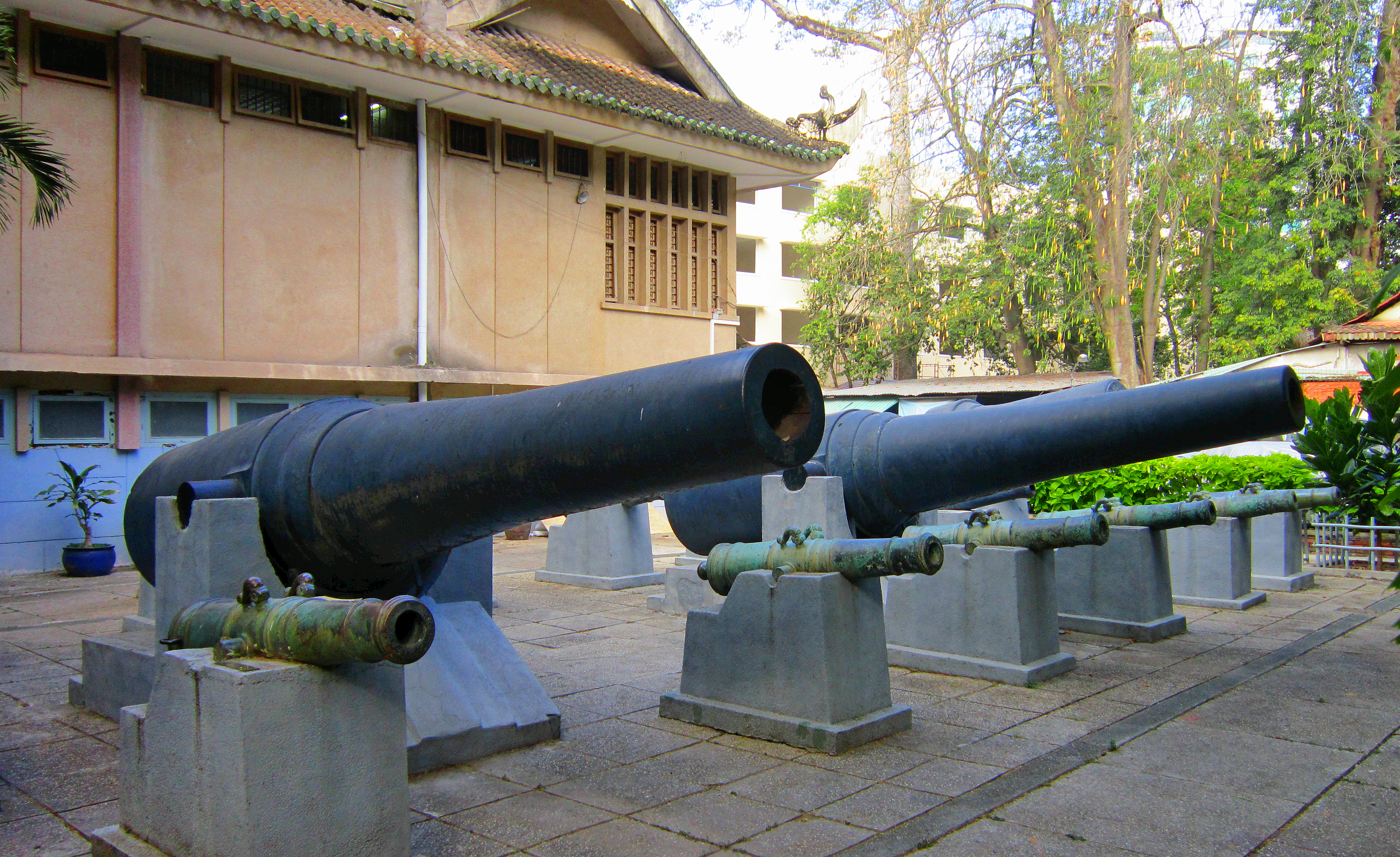
Một khẩu đại bác của quân Pháp, bên cạnh những khẩu đại bác của quân Việt, đang được trưng bày tại Bảo tàng Lịch sử Thành phố Hồ Chí Minh.

Sách Lịch sử cận đại Việt Nam, Tập I, có đoạn: 
Xem địa đồ toàn cuộc, thấy hình thể Đại đồn giống như cái thân hình đồ sộ của một lực sĩ giang hai cánh tay (hai chiến lũy tả hữu) ôm lấy Sài Gòn - Chợ Lớn, quyết ném địch xuống sông. Nguyễn Tri phương tưởng đâu quân Pháp không thể bước qua Đại đồn nổi, cam chịu co rút trong Sài Gòn cho đến ngày phải rút đi như chúng nó đã rút đi khỏi Đà Nẵng hồi năm trước...
Nhận xét về hệ thống Đại đồn Chí Hòa, GS. Trần Văn Giàu viết:
Đại đồn là một cái đồn rộng quá, chiều dài 3.000 mét, chiều ngang 1.000 mét. Nó thiếu cao thừa rộng, mặt thì yếu (hai bên hông), mặt thì mạnh (mặt tiền ngó ra sông Sài Gòn), nên quân của đối phương dễ leo vào, đánh xuyên hông, đánh bọc hậu.
Về vũ khí, trên mặt tường đồn, có 150 đại bác đủ loại, nhưng phần nhiều là đại bác bắn đạn gang, trúng ai nấy chết. Nếu là chiến tranh thời trung cổ với vũ khí thô sơ, thì đại đồn có thể xem như khá kiên cố...nhưng ở đây nó phải đối chọi với những vũ khí hiện đại, hùng hậu, có sức công phá mãnh liệt...
Tuy có chủ trương "vừa công vừa thủ", nhưng không hơn gì Tôn Thất Hiệp, Thống tướng Nguyễn Tri Phương vẫn án binh bất động, chỉ khác một điều là ông tập trung sức lực quân dân (khoảng 30.000 người) không phải vào việc đánh mà vào việc xây dựng Đại đồn Chí Hòa nhằm bao vây địch chặt chẽ hơn, tính không cho địch bung ra rộng hơn nữa...(Để rồi) Đại đồn xây dựng gần một năm với công sức của mấy vạn quân và dân, chỉ bảo vệ được hơn một ngày thì mất!. Đại đồn Chí Hòa, biểu hiện chiến lược phòng thủ tai hại của tướng Nguyễn Tri Phương...
Sau thất bại nặng nề trong trận Đại đồn Kỳ Hòa, triều đình Huế như "điên dại". Vua Tự Đức tức tốc phái Nguyễn Bá Nghi làm Khâm sai đại thần, Tôn Thất Đính làm Đề đốc mang 4.000 lính vào Biên Hòa tiếp viện... Để rồi viên tướng này đã tâu về triều rằng: Việc nước ta ngày nay, trừ một chước hòa không có chước nào khác...

## Thơ cảm hoài
Qua Chí Hòa hoài cổ
Tiện bước qua thăm cảnh Chí Hòa
Đây nơi chiến địa buổi can qua.
Đống xương vô định sương vùi lấp,
Giọt máu hy sanh cỏ nhuộm lòa.
Cứu nước chẳng nề thân sống thác,
Liều mình không quản sức xông pha!
Người xưa, cảnh cũ nay còn nhớ?
Tang hải buồn thay nỗi nước nhà!
Sài Sơn P.H.C (Phụ nữ tân văn số 28 ngày 7 tháng 11 năm 1929)